# 츠쿠이 쿄세이
츠쿠이 쿄세이(일본어: 津久井 教生 つくい きょうせい[*], 1961년 3월 27일 ~ )는 일본의 성우, 음향감독이다. 도쿄도 출신. 81프로듀스 소속.